# Nolina azureogladiata
Nolina azureogladiata ist eine Pflanzenart der Gattung Nolina in der Familie der Spargelgewächse (Asparagaceae). Ein englischer Trivialname ist „Blue Leaf Nolina“.

## Beschreibung
Nolina azureogladiata bildet einen Stamm mit Wuchshöhen bis zu 3 Meter. Die variablen, weichen, blauen herabfallenden Laubblätter sind bis 130 Zentimeter lang und bis 40 Millimeter breit.
Der aufgerichtete verzweigte, Blütenstand wird über 3 Meter hoch. Die weißen Blüten sind 4 bis 8 Millimeter lang und im Durchmesser. Die in der Reife holzigen, gedrückten Kapselfrüchte sind 8 bis 12 Millimeter lang und 5 bis 8 Millimeter breit. Die braunen Samen sind bei einem Durchmesser von 3 bis 4 Millimeter kugelförmig.
Nolina azureogladiata ist eine weitere Art der Sektion Arborescentes. Sie ähnelt Nolina longifolia im Habitus. Charakteristisch sind die blauen Blätter mit dem über 3 Meter hohen Blütenstand im Gegensatz zu Nolina longifolia.

## Verbreitung und Systematik
Nolina azureogladiata ist in Mexiko im Bundesstaat Oaxaca in Höhenlagen von 1800 bis 2400 Meter in Waldland verbreitet. Sie ist mit Agave potatorum und Mammillaria-Arten vergesellschaftet.
Die Erstbeschreibung erfolgte 2011 durch Davide Donati.

## Nachweise
- Davide Donati: Una nuova specie appartenente al genere Nolina Michx: Nolina azureogladiata D. Donati sp. nov. Piante Grasse, 2011, S. 52–58.